# Lipie (Kłobuck)
Pour les articles homonymes, voir Lipie.
Lipie est une localité polonaise et siège de la gmina qui porte son nom, située dans le powiat de Kłobuck en voïvodie de Silésie.